# Орден Дракона
Орден Дракона, или Общество Дракона (лат. Societas Draconica, Societatis Draconistarum, нем. Drachenorden), — рыцарский орден, основанный в 1408 году королём Венгрии Сигизмундом I Люксембургом для защиты венгерского королевского дома от внутренних и внешних врагов, а католической церкви — от еретиков, мусульман и язычников.
В сербской фольклорной традиции основателем ордена Дракона считается легендарный герой Милош Обилич.

## Предыстория
После поражения при Никополе (1396) Сигизмунд столкнулся с баронской оппозицией, не желавшей самостоятельного правления короля. В решающую фазу противостояние вошло в 1403 году, когда лидеры оппозиции палатин Детре Бебек и канцлер Янош Канижаи в ответ на отказ Сигизмунда удалить своих иностранных сторонников (Герман Цилли, Филиппо Сколари, Сцибор из Сцибожице и др.) призвали на венгерский престол короля Неаполя Владислава. Владислав оккупировал Далмацию, был коронован в августе 1403 г. в Задаре как король Венгрии, но ещё до декабря вернулся в Неаполь, оставив в Далмации своего боснийского вассала Хрвое Вукчича Хрватинича. Между тем, в результате решительных действий военачальников Сигизмунда восставшие бароны сдались. Сторонники короля заняли основные посты в государстве, например, Миклош Гараи стал палатином. В 1405 году Сигизмунд женился на Барбаре, дочери Германа Цилли, став, таким образом, свояком Миклоша Гараи, женатого на другой дочери Германа — Анне. Лига Гараи-Цилли составила основу власти Сигизмунда.

## Основание
12 декабря 1408 года по случаю победы в Боснии Сигизмунд учредил рыцарское королевское Общество Дракона, чтобы ещё больше сплотить членов семей Цилли, Гараи и других ближайших сторонников. В качестве образца для нового объединения был взят Орден Св. Георгия, основанный в 1326 году венгерским королём Карлом Робертом. Устав Ордена разработал канцлер Эберхард, епископ Оради. Текст устава сохранился в копии 1707 года и был опубликован в издании Codex Diplomaticus Hungariae ecclesiasticus ac civilis в 1841 году. Папа Григорий XII одобрил учреждение Ордена. По инициативе Сигизмунда был разработан пышный ритуал приема в рыцари и заседаний.

## Рыцари

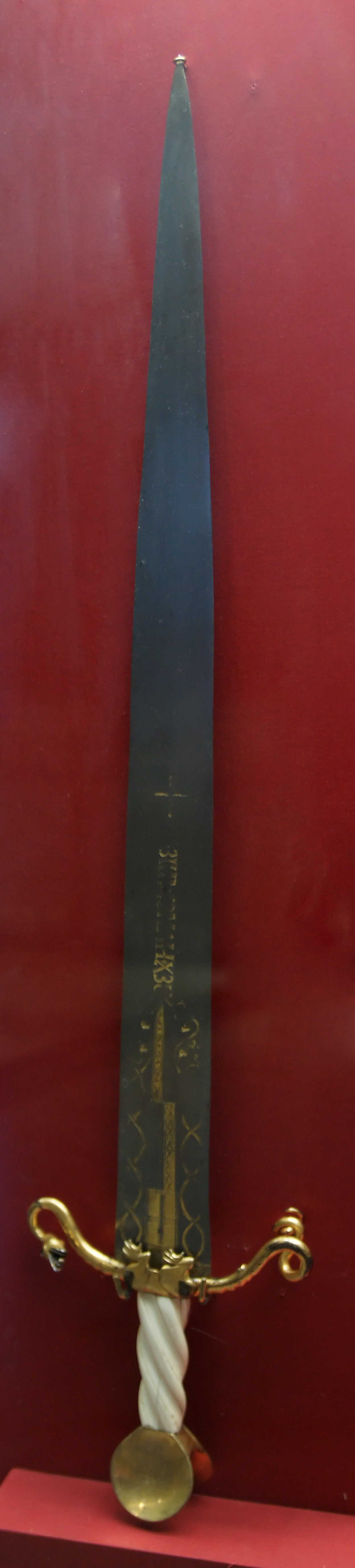
Церемониальный меч. Музей истории искусств Вены

Герб рода Батори

Первоначально в ордене кроме Сигизмунда и его жены Барбары Цилли, состояли, согласно тексту устава, 22 рыцаря:
- 1. Stephanus Despoth, Dominus Rasciae — Стефан Лазаревич, деспот Сербии (1402—1427)
- 2. Hermannus Comes Cily et Zagoriae — Герман Цилли, бан Славонии (1406—1408, 1423—1435)
- 3. Comes Fredericus, filius eiusdem — Фридрих Цилли, сын Германа
- 4. Nicolaus de Gara, Regni Hungariae Palatinus — Гараи Миклош, палатин Венгрии (1402—1433)
- 5. Stiborius de Stiboricz alias vaiuoda Transyluanus — Сцибор из Сцибожице, воевода Трансильвании[англ.] (1395—1401, 1410—1414)
- 6. Joannes filius Henrici de Thamassy — Тамаши Янош[фин.], воевода Трансильвании (1403—1409)
- 7. Jacobus Laczk, de Zantho, Vaiuodae Transyluani — Якаб Лацкфи[фин.], воевода Трансильвании (1403—1409)
- 8. Joannes de Maroth Machouiensis — Мароти Янош[венг.], бан Мачвы[англ.] (1398—1402, 1402—1410)
- 9. Pipo de Ozora Zewreniensis, Bani — Пипо Озораи (Филиппо Сколари), бан Сёреня
- 10. Nicolaus de Zeech magister Tauernicorum regalium — Сечи Миклош[англ.], таверник[англ.]
- 11. Comes Karolus de Corbauia, supremus Thesaurarius regius — Карой Крбава, верховный казначей
- 12. Symon filius condam Konye bani de Zecheen, Janitorum — Сечени Шимон[англ.], главный привратник[англ.]
- 13. Comes Joannes de Corbauia, Dapiferorum — Янош Крбава, стольник
- 14. Joannes filius Georgii de Alsaan Pincernarum — Алсани Янош, кравчий
- 15. Petrus Cheh de Lewa Aganzonum Regalium Magistri — Леваи Петер[венг.] по прозванию Чех, королевский конюший
- 16. Nicolaus de Chak, alias vaiuoda Transyluanus — Чаки Миклош[венг.], воевода Трансильвании (1402—1403, 1415—1426)
- 17. Paulus Byssenus — Бесеньё Пал
- 18. Paulus de Peth, pridem Dalmatiae, Croatiae et totius Sclauoniae Regnorum Bani — Печи Пал, бан Далмации, Хорватии и всей Славонии
- 19. Michael, filius Salamonis, de Nadasd, Comes Siculorum regalium — Надаси Михай, ишпан секеев
- 20. Petrus de Peren, alias Siculorum nunc vero Maramorossensis Comes — Переньи Петер[венг.], судья королевского двора (1415—1423)
- 21. Emericus de eadem Peren secretarius Cancellarius regius — Переньи Имре[венг.], тайный канцлер (1405—1418)
- 22. Joannes filius condam Domini Nicolai de Gara Palatini — Гараи Янош[серб.]

Со временем число рыцарей возросло. В орден был принят покорившийся Сигизмунду Хрвое Вукчич Хрватинич. Эрнст Железный, герцог Внутренней Австрии, стал членом Общества Дракона (Gesellschaft mit dem Trakchen) в 1409 году, Витовт, великий князь литовский, присоединился в 1429 году. В 1431 году Сигизмунд захотел увеличить количество степеней в Ордене. Для этого он пригласил большое количество влиятельных и полезных в военном отношении вассалов и знати. Участвовал в этой церемонии и Влад II Дракул, отец Влада Цепеша, служивший командующим пограничными войсками и охранявший проходы через Валахию. Прозвище Дракул было ему дано именно из-за того, что он состоял в Ордене Дракона.
Появление новых людей привело к расширению Ордена, классов. Каждый новый класс отличался в деталях, но основной символ был неизменен: мотив дракона всегда оставался доминирующим. Изменениями были дополнение надписями O quam misericors est Deus («О, как милосерден Бог») или Justus et paciens («Справедливостью и миром»). После смерти императора Сигизмунда (1437) орден быстро потерял своё значение.

## Символика

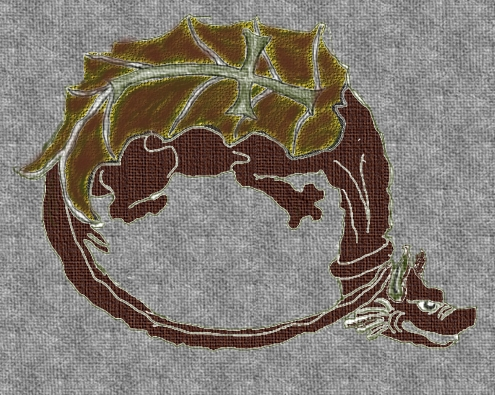
Реконструкция символа ордена по вышивке, хранящейся в Баварском национальном музее

Отличительным знаком для рыцарей явились медальоны и подвески с изображениями золотого дракона, свернувшегося в кольцо и обремененного червленым крестом. В родовых гербах дворян, бывших рыцарями ордена, изображение дракона (как правило) обрамляло гербовый щит.
Кроме того, данный символ присутствовал в гербе венгерского комитата Хайду, а также в гербе одного из главных городов этого комитата — Хайдубёсёрмень.